# 닥터 로이어
《닥터 로이어》는 2022년 6월 3일부터 2022년 7월 23일까지 방송되었던 MBC 금토 드라마였다.

## 기획 의도
'법정은 수술실과 같다' 조작된 수술로 모든 걸 빼앗기고 변호사가 된 천재 외과의사와 의료 범죄 전담부 검사의 메디컬 서스펜스 법정 드라마

## 제작진

### 제작사
- 셀트리온엔터테인먼트
- 몽작소

### 극본
- 장홍철 : OCN 《미스터 기간제》(집필) 집필

### 연출
- 이용석 : SBS 아침 드라마 《그녀의 선택》(공동 연출), SBS 일요 아침 드라마 《좋아 좋아》(연출), SBS TV 《SBS 오픈드라마 남과여 - 아내와 간통한 남자》(연출), SBS TV 《SBS 오픈드라마 남과여 - 아내의 아이를 키운 남자》(연출), SBS TV 《SBS 오픈드라마 남과여 - 내가 버린 여자》(연출), SBS TV 《SBS 오픈드라마 남과여 - 신혼부부 비디오 사건》(연출), SBS 수목 드라마 《천국의 계단》(프로듀서), SBS 수목 드라마 《지금은 연애중》(공동 연출), SBS 일일 시트콤 《대박가족》(연출), SBS 청춘 드라마 《스무살》(프로듀서), SBS 추석 특집 드라마 《팥쥐엄마》(프로듀서), SBS 수목 드라마 《무적의 낙하산 요원》(연출), SBS 수목 드라마 《쩐의 전쟁》(공동 연출), SBS 수목 드라마 《일지매》(연출), SBS 일일 드라마 《아내가 돌아왔다》(연출), SBS 수목 드라마 《대풍수》(연출), SBS 수목 드라마 《마을 - 아치아라의 비밀》(연출), SBS 월화 드라마 《해치》(연출) 연출
- 이동현

## 등장인물

### 주요인물
- 소지섭 : 한이한 (남, 42세) 역 (아역 유선호) - "의사나 변호사나 다를 거 없어. 의사는 수술실에서 생명을 구하고, 변호사는 법정에서 인생을 구하니깐."

의료소송전문변호사가 되어 돌아온, 더블보드 천재 외과의. 석영의 연인.
- 신성록 : 제이든 리 (이재혁) (남, 42세) 역 - "다투지 않고 고기를 나누는 가장 좋은 방법이 뭔 줄 알아요? 모두가 만족할 만큼, 넉넉한 양의 고기를 준비하는 겁니다."

검은머리 외국인, 아너스 핸드 아시아지부장. 로비와 투자를 전문으로 하는 기업 '아너스 핸드'의 아시아 지부장인 제이든은 성공과 스릴을 얻기 위해서라면 위험에도 기꺼이 몸을 던지는, 길들여질 수 없는 심장에 뜨거운 피가 흐르는 재미교포 3세.
- 임수향 : 금석영 (여, 35세) 역 (아역 신수연) - "(사람이 참 한결같아서 다행이야.) (걱정했거든.) (그동안 개과천선이라도 했음 어쩌나.)"

서울중앙지검 의료범죄전담부, 투페이스 검사. 이한의 연인. 죽은 석주의 누나.

### 반석원 & 반석병원 관련자들
- 이경영 : 구진기 (남, 60대 중반) 역 (젊은시절 : 진상현) - "넌 권리만 갖거라. 책임 따위 질 생각 말고."

반석재단이사장&반석병원장, 現 복지부장관 후보자.
- 이주빈 : 임유나 (여, 34세) 역 - "여기 남자들은 매력이 없어. (돈과 권력 가진 어른들에게 필요 이상으로 굽신거리거든.)"

반석 R&D센터장, 양의 탈을 쓴 표범.
- 이동하 : 구현성 (남, 42세) 역 - "여기 반석원의 결정권자는 나야! 아버지가 아니라."

'Royal of Royal', 반석병원 기조실장 & 반석원 원장. 외할아버지 때부터 의사집안, 반석대학병원 이사장 구진기의 외아들.
- 우현주 : 표은실 (여, 40대 중반) 역 - "요즘 로스쿨에선 그렇게 가르치나? 동업자 정신 없이 영업 뛰고, 남의 케이스 가로채라고?"

반석병원 법무팀 에이스 변호사. 반석재단 법무팀장.
- 김호정 : 조정현 (여, 50대 중반) 역 - "한지혁 선생님은 절대 자살한 게 아냐..."

前 반석원 간호과장, 現 반석병원 간호본부장. 반석원의 안살림을 책임지는 최고참 수술간호사.
- 최덕문 : 이도형 (남, 40대 후반) 역 - "오늘 수술방에 한이한 선생은 들어오지 않은 거야. 처음부터 끝까지! 구현성 선생이 직접 집도해 환자를 살린 거라고! 알겠어!!!"

前 반석병원 마취과장, 現 반석원 부원장.
- 김형묵 : 박기태 (남, 42세) 역 - “이번엔 진짜 네 편 돼줄게. 그럼 너도 나 조금은 용서해 주는 거다?”

반석병원의 객식구. 빽도 실력도 없는 봉직의. 흉부외과 전문의 시험에 턱걸이로 겨우 합격한 반석대학병원 내에서 흔히 볼 수 없는 지방대 출신 봉직의(페이 닥터).
- 이승우 : 최요섭 (남, 30대 중반) 역 - "이게 다 선배 때문이에요. 선배가 내 뒤를 이을 천재라고 꼬시지만 않았어도 흉부외과 안 왔을 텐데..."

이한의 대학후배, 흉부외과의 차기 유망주. 만성적인 인력부족에 시달리는 반석병원 흉부외과 펠노예(펠로우+노예) 3년차.
- 남명렬 : 임태문 (남, 60대 초반) 역 - "다이아몬드 두 개를 한 손에 쥐려다간, 깨지고 흠집만 날 뿐입니다."

前 외교부장관, 現 주미대사, 임유나의 아버지
- 강경헌 : 윤미선 (여, 50대 후반) 역 - "알고 싶은 건 나나 내 딸이 아니라... 반석병원인 건가?"

대한당 당대표, 반석원의 숨은 VVIP. 대한당 4선 국회의원. 선애의 어머니.
- 김태겸 : 마이클 영 (남, 30대 후반) 역 - "가치투자라니. 우리가 무슨 워렌 버핏인 줄 알아? 알잖아. 미국이 금융범죄에 얼마나 예민한지. 근데 여긴 파라다이스야. 아주 관대해."

아너스 핸드 아시아전략팀장.
- 박준혁 : 권윤석 (남, 40대 중반) 역 - "한이한 선생, 날 두번 살렸군요. 다음에 내가 또 실려오면 그때도 살릴 겁니까?"

의료계 불법정치자금리베이트 주요참고인, 윤미선 의원의 수석보좌관.
- 이규복 : 천 실장(천현구) (남, 40대 후반) 역 - "그러게 말 했잖아. 무슨 짓을 해도 소용없다고."

진기의 충견(忠犬), 진기의 경호 겸 수행비서.
- 신수정 : 유가연 (여, 30대 중반) 역 - “오빠가 강남역 9번 출구 앞에 샵만 딱~ 차려주면. 내가 여기 VIP들 죄다 끌고 간다니까?”

반석원 관리실장, 도형의 내연녀. 밝은 영업용 미소를 장착한 반석원 안티에이징 관리실장.

### 새희망 변호사사무소 & 의료범죄전담부
- 정민아 : 조다롬 (여, 30세) - "제일 수상한 게 어떤 인간인 줄 알아? 털어서 먼지 안 나는 놈. (그게 진짜 구린 거거든.)"

희망 변호사사무소의 특급 조사원, 쿨시크한 성격에 독보적인 실력과 깔끔한 일 처리를 자랑하는 힙스터 조사원.
- 조현식 : 강대웅 (남, 38세) 역 - "분노조절이 안 되세요? 걱정 말아요. 내가 바로 고쳐드릴게."

a.k.a 마곡동 미친소. 전과자 출신 수술 간호사. 이한의 든든한 오른팔.
- 서윤아 : 반수희 (여, 34세) - "이게 세상에 알려지면, 반석도 구진기도 끝장이야!"

다롬의 대학시절 선배, 의료 분야의 에이스 기자. 주로 한이한이 물어주는 기사를 인터넷에 뿌린다.
- 최재웅 : 백강호 (남, 43세) 역 - "포기하는 게 아니라 묵혀둔다고 생각해. 알잖아 이 바닥. 터질 사건은 언젠간 꼭 터진다는 거."

의료범죄전담부 부장검사, 석영의 롤모델. 조폭이든, 정치권이든, 경제계든, 불법이 자행되는 곳이라면 어디든 가리지 않고 법의 심판을 내리는 서울중앙지검 의료범죄전담부 부장 검사.
- 노영학 : 정희경 (남, 20대 후반) 역 - 복싱 국가대표 상비군 출신, 자타공인 거울왕자

석영과 팀을 이루는 의료범죄전담부 8급 수사관.
- 이상훈 : 박계장 (남, 50대 후반) 역 - 석영의 든든한 조력자. 알고 보면 의리의 싸나이!

충청도 사투리를 감칠맛 나게 사용하는 경력 25년 베테랑 수사관.

### 그 외 인물
- 김윤서 : 정윤정 역 - 국과수 엘리트 출신 부검의
- 임철형 : 남혁철 역 - 조정현의 전 남편, 박기태 살해남
- 박선혜 : 길소연의 어머니 역
- 장서연 : 길소연 역 - 종격동 종양으로 반석병원에서 수술받은 환자, 아이돌 연습생
- 도기석 : 공국광 역 - 조폭(국광파 두목), 국광캐피탈 대표
- 미상 : 장태준 역 - 반석재단 창립자, 반석병원 前 병원장
- 문희경 : 장정옥 역 - 구진기의 부인, 반석재단 이사장, 미국 지사장, 장태준의 딸
- 한기중 : 장정태 역 - 반석재단 이사, 장태준의 장남
- 김승태 : 장윤태 역 - 반석재단 이사, 장태준의 차남
- 김구택 : 구치소 의료과장 역
- 김대건 : 도진우 역 - 양선애의 남자친구
- 정보민 : 양선애 역 (아역 : 민서영) - 윤미선의 딸
- 유지연 : 최정원 역 - 박기태의 여자친구, 전 반석병원 근무
- 박미숙 : 수지 윤 역 - 아너스 핸드 본사 총괄 본부장
- 장태민 : AED를 가져오는 법정 관계자 역
- 김미란 : 수술방 의료진 역
- 손동화 : 수술방 의료진 역
- 김서경 : 수술방 의료진 역
- 임혜진 : 수술방 의료진 역
- 최선예 : 수술방 의료진 역
- 조정윤 : 수술방 의료진 역
- 김리나 : 수술방 의료진 역
- 한혜지 : 수술방 의료진 역
- 박익준 : 한이한 측 변호사 역
- 홍석빈 : 석영의 큰아버지 역
- 이은주 : 석영의 큰어머니 역
- 강성용 : 석영의 아버지 역 (사진출연)
- 안혜원 : 석영의 어머니 역 (사진출연)
- 김진 : 반석병원 의무기록실 직원 역
- 노승진 : 한이한 사건의 담당 판사 역
- 이택근 : 교도관 역
- 황현빈 : 니른 역 - 외국인 입주 가정부 역
- 윤관우
- 문아람 : 스튜어디스 역
- 김시국 : 스튜어디스 역
- 김상욱 : 비행기 기내에서 쓰러진 승객 역 - 페이스 메이커를 이식받은 환자
- 김우진 : 헤드폰을 가지고 있는 승객 역
- 김환 : 반석원을 둘러보는 신혼부부 역
- 홍은정 : 반석원을 둘러보는 신혼부부 역
- 설창희 : 부검의 역
- 서영삼 : 의뢰인 역
- 안지희 : 의뢰인 역
- 조부현 : 의뢰인 역
- 김봉희 : 반석대학병원에 입원중인 환자 역
- 이영실 : 반석대학병원에 입원중인 환자 역
- 정영훈 : 반석대학병원 가드 역
- 허홍무
- 최정인 : 재판장 - 길소연 사건의 재판장
- 문기영 : 바이오제약 대표 역
- 윤환 : 반석병원 R&D 센터 센터장 취임식 사회자 역
- 오태하
- 고하은 : 의대생 역
- 김지아 : 의대생 역
- 조창원
- 노정환 : 의대생 역
- 박승찬
- 박성민
- 권반석
- 김성인
- 신유빈 : 응급실 환자 역
- 이병규
- 남천규
- 한도이 : 응급실 간호사 역
- 강동엽 : 연구원 역
- 송훈 : 쉐프 역
- 양재성 : 재판장 역 - 남혁철 사건의 재판장
- 배보람
- 이은영
- 민구경
- 박상혁
- 박상현
- 이장호
- 진시원 : 검사 역
- 김이산
- 김시완 : 반석병원 가드 역
- 박찬우
- 김권
- 윤복성 : 선거 참모 역
- 반혜영
- 김민호 : 반석원 고객 역
- 박서영 : 반석원 고객 역
- 안수빈 : 반석원 고객관리사 역
- 김민서 : 경매사 역
- 이승준
- 박용 : 반석병원 이사 역
- 이윤상 : 반석병원 이사 역
- 민상우 : 반석병원 가드 역
- 곽지숙 : 광수대 의료수사팀 팀장 역
- 한미자 : 요양원 환자 역
- 김이상
- 이옥주
- 김지수
- 김동연
- 김유진
- 황수민 : 대선후보 경선 토론회 진행자 역
- 민응식 : 국회의원 역 - 청문위원장
- 김종호 : 국회의원 역
- 임용순 : 국회의원 역
- 김민주
- 임욱진 : 공국광의 조직원 1 역
- 임재근
- 김윤동
- 이준희 : 윤미선의 비서 역
- 안종진
- 천소라
- 장의돈 : 구진기의 보자관 역
- 엄지만 : 형사 역
- 노경
- 김오복 : 기자 역
- 한채윤
- 정현우
- 김재철
- 배기범
- 동윤석
- 신덕호 : 검사장 역
- 김성용
- 신원우 : 구현성의 비서 역
- 김성호
- 서혜진
- 김선화 : 구진기 사건의 재판장 역
- 강문경 : 금고 관리자 역
- 박상준
- 허정후
- 김성강
- David Lee : 밀항선의 상담자 역
- 이진수
- 김학규
- 김세준
- 구본진 : 교도관 역
- 김규섭
- 강신구 : 이한의 재심사건 재판장 역
- 정현석 : 의사 역
- 이진홍 : 승무원 역
- 장태민
- 박선우
- 김유진

### 아역
- 한승빈 : 금석주 역 (아역 : 이채현) - 석영의 동생
- 이천무 : 이호준 역 - 이기윤의 아들, 이기윤의 폭행에 의한 횡문근융해증 환자
- 박민상 : 남준환 역 - 남혁철과 조정현의 아들, 비후성 심근증 환자

### 특별출연
- 남기애 : 이한의 어머니 역 (1~3회)
- 이윤희 : 박정우 역 - 부장판사 (1~3회)
- 서진원 : 이기윤 역 - 이호준의 아버지, 대학교수 (1~3회)
- 이정열 : 한지혁 역 - 이한의 아버지, 흉부외과 의사 (9회)
- 이경진 : 김정혜 - 제이든 리(재혁)의 어머니 역 (16회)

## 시청률
최저 시청률과 최고 시청률은 시청률 조사회사와 지역별로 시청률에 차이가 있을 수 있습니다.
| 2022년 | 2022년   | 2022년         | 2022년         | 2022년       | 2022년 |
| 회차   | 방송일   | TNMS 시청률    | AGB 시청률     | AGB 시청률   |        |
| 회차   | 방송일   | 대한민국(전국) | 대한민국(전국) | 서울(수도권) |        |
| ------ | -------- | -------------- | -------------- | ------------ | ------ |
| 제1회  | 6월 3일  | 5.3%           | 5.2%           | 5.7%         |        |
| 제2회  | 6월 4일  | 3.7%           | 4.2%           | 4.6%         |        |
| 제3회  | 6월 10일 | 6.8%           | 6.5%           | 6.4%         |        |
| 제4회  | 6월 11일 | 5.1%           | 4.9%           | 5.1%         |        |
| 제5회  | 6월 17일 | 5.3%           | 5.7%           | 5.4%         |        |
| 제6회  | 6월 18일 | 6.3%           | 6.9%           | 6.7%         |        |
| 제7회  | 6월 24일 | 5.1%           | 6.4%           | 6.5%         |        |
| 제8회  | 6월 25일 | -              | 5.4%           | 5.2%         |        |
| 제9회  | 7월 1일  | 5.9%           | 6.3%           | 6.0%         |        |
| 제10회 | 7월 2일  | 6.4%           | 6.2%           | 6.3%         |        |
| 제11회 | 7월 8일  | -              | 7.2%           | 7.1%         |        |
| 제12회 | 7월 9일  | 6.5%           | 6.1%           | 6.2%         |        |
| 제13회 | 7월 15일 | 6.4%           | 6.5%           | 6.3%         |        |
| 제14회 | 7월 16일 | 6.2%           | 6.2%           | 6.2%         |        |
| 제15회 | 7월 22일 | 6.4%           | 7.1%           | 7.3%         |        |
| 제16회 | 7월 23일 | 6.4%           | 7.0%           | 7.2%         |        |

## 참고 사항
- 신성록과 이동하는 2014년에 공연된 《클로저》 이후로 8년만에 다시 의기투합하게 되었다.

- 김형묵과 김태겸은 2019년에 방송된 SBS 금토드라마 《열혈사제》 이후로 3년만에 재회하는 작품이다.

- 이경영과 김형묵은 2022년에 방송된 SBS 금토드라마 《어게인 마이 라이프》에 이어서 두 번째로 호흡을 맞추게 되었다.

- 이경영과 김윤서는 본 드라마 《닥터 로이어》와 상대드라마인 《왜 오수재인가?》에 겹치기 출연을 하게 된 계기가 되었다.